# Habib Bourguiba
Habib Ben Ali Bourguiba (arabiska: حبيب بورقيبة Ḥabīb Būrqība), född 3 augusti 1903 i Monastir, död 6 april 2000 i Monastir, var en tunisisk statsman, och det självständiga Tunisiens förste president 1957–1987, president på livstid från 1975. Han efterträddes 1987 av Zine El Abidine Ben Ali, som avsatte honom i en statskupp.
Bourguiba motsatte sig mot den arabiska nationalismen, i strid mot den socialistiska panarabismen som Baathpartiet stod för. Under nästan alla av Bourguibas trettio år som president, var Tunisien en enpartistat. Hans politik brukar kallas "tunisisk socialism" eller "bourguibism", och förespråkade tunisisk nationalism med motivering av att tunisier är kartager och icke araber. I dess dödsruna över honom, kallade BBC Bourguiba för "Tunisiens fader".

## Uppväxt och studentår
Som den yngste av åtta syskon, föddes Habib Bourguiba 1903 i staden Monastir, som ligger söder om Tunis. Han gick i skola i Tunis vid den berömda Collège Sadiki, och därefter vid Lycée Carnot. 1924 tog han en kandidatexamen, och begav sig till universitetet i Paris för studier i juridik och statsvetenskap. I Paris mötte han Mathilde Lorrain, som var hans inneboende, och som han gifte sig med 1927.

## Karriären tar sin början
Samma år som Bourguiba tog examen i juridik och statsvetenskap, 1928, återvände han med sin nybildade familj till Tunisien där han omedelbart drogs in på den politiska arenan genom att medverka i två tidningar, l’Etendard Tunisien ("Tunisiska standaret") och Sawt At-Tunisi ("Den tunisiska rösten"). 1931 åtalade de franska koloniala myndigheterna honom för "uppvigling till rashat". Till följd av detta startade Bourguiba en militant tidning, L’Action Tunisienne, varmed han lade grogrunden för aktioner mot kolonialmakten.

## Neo-Destour
Som medlem av den verkställande kommittén av Destourpariet, började Bourguiba allt mera känna sig främmande inför de visioner som företräddes av huvudriktningen inom partiet. Detta kulminerade i Monastirincidenten 8 augusti 1933 då en tunisisk begravning ägde rum. Bourguiba avgick efter påtryckningar från kommittén, vilket ledde till att han bildade partiet Neo-Destour ("Ny författning") i Ksar Hellal den 2 mars 1934, där han själv blev generalsekreterare för dess politiska byrå. Från och med dess reste Bourguiba kors och tvärs genom landet för att värva tunisier från landsbygden och därigenom skapa en folkligt förankrad bas för sitt nybildade parti, varmed han inom två år lyckades bilda mer än 400 celler av Neo-Destour.

## Kolonialmaktens svar
I september 1934, beordrade representanten för kolonalmakten, Peyrouton, att Bourguiba skulle fängslas i Borj-Leboeuf, en avlägsen plats vid gränsen till Saharaöknen. Där kvarhölls han till april 1936, då han släpptes med de flesta av sina medfångar. Efter det omtalade folkupproret 9 april 1938, när koloniala trupper öppnade eld mot demonstranter med följd att hundratals civila dödades och skadades, fängslades Bourguiba än en gång, den 10 juni 1939, samman med en militant grupp, för statsfientlig agitation, hot mot dess säkerhet, och uppvigling till inbördeskrig.

## Andra världskriget
När andra världskriget bröt ut, förflyttades Bourguiba till Teboursoukfängelset, och sedan, i maj 1940, till Haut Fort Saint Nicholas i närheten av Marseille, där han befann sig till den 18 november 1942 då han fördes till Fort Montluc i Lyon. Sedan hamnade han på Fort Vancia i Ain, men tyskarna släppte honom och tog honom till Chalons-sur-Saône. I en manöver av Nazityskland och det fascistiska Italien för att få Bourguibas stöd, emottogs han som en statsman i Rom i januari 1943, men till inget gagn: den italienska utrikesministern försökte förgäves få ett officiellt uttalande av honom för deras sak. På kvällen för hans hemresa gick han med på att hålla ett tal till det tunisiska folket i Radio Bari, i vilket han varnade dem för "varje aptitretare". Vid återkomsten till Tunis den 7 april 1943 såg han till att ett meddelande som han hade gett 1942 under tiden i fängelset nådde folket och de militanta grupperna, om att Tyskland var dömd att förlora kriget och att Tunisiens självständighet endast kunde erhållas efter en seger av de allierade. Han betonade sitt ställningstagande genom att säga att detta var en fråga på liv och död för Tunisien.
Att Bourguiba stött Frankrike mot axelmakterna visade sig vara en strategisk framgång på moralisk grund. När fackföreningar tilläts efter kriget, och han knöt dessa till partiet, lades ytterligare en central grundbult för den kommande segern.

## Kamp för självständighet
Efter andra världskrigets slut, kom Bourguiba, efter flera fruktlösa försök till att öppna upp en dialog med de franska myndigheterna, till slutsatsen att Tunisiens sak måste bli uppmärksammad av världsopinionen. I mars 1945 lämnade han i hemlighet Sfax med en liten fiskebåt, och styrde iväg mot Libyen, och därifrån begav han sig till fots och med kamel till Kairo, som han använde som bas för sin internationella aktivitet. Där tog han del i uppförandet av Större Maghrebkontoret. Löpande reste han till andra arabiska länder, medlemmar av den nybildade Arabförbundet, Europa, Asien och USA för att framhålla Tunisiens begäran om självständighet, och mötte flera högre och inflytelserika personer i syfte att bistås i sin strävan.
Den 8 september 1949 återvände Bourguiba till Tunis och att återbilda sitt parti och återupptaga direktkontakten med folket genom att besöka små städer och byar i hela landet.
I april 1950 lade han fram ett sjupunktsprogram för hur Tunisien skulle uppnå direkt självstyre och fullständig självständighet, som led på vägen till att utropa en oavhängig stat. Under en andra rundresa han företog 1951, propagerade han för sitt program på internationell nivå. När den franska regeringen vägrade ge efter för nationella anspråk, hårdnade Bourguibas ståndpunkt och han uppmanade till totalt motstånd och allmänt uppror. Detta ledde till att han arresterades den 18 januari 1952. Arresteringen åtföljdes av att hans uppmaning hörsammades av tunisierna då en motståndsrörelse började agera. Motståndsrörelsen mötte våldsamt svar från européerna, men striden mellan kolonialister och tunisier blev lugnare än de samtida upproren i övriga Maghreb.
Pierre Mendès-France blev 1954 Frankrikes premiärminister; hans inställning till den franska kolonialpolitiken öppnade vägen för Tunisiens självstyre. 1 juni 1955 kunde Bourguiba komma hem igen. Det "interna självständighetsavtalet" var ett stort steg mot fullständig självständighet. Efter flera havererade förhandlingar utropades Tunisiens självständighet den 20 mars 1956, med Habib Bourguiba som ordförande för Konstituerande Nationalförsamlingen, och han utsågs till premiärminister.

## Presidentskap och "tunisisk socialism"
Den 25 juli 1957 utropades republik varmed kung Muhammad VIII al-Amin avsattes, monarkin avskaffades och Bourguiba erkände suveräniteten som president av repuliken. Bourguibas långa presidentskap kom att forma den tunisiska enpartistaten och nationen.
Samtidigt som Bourguiba blev president, sökte andra länder i Maghreb självständighet från kolonialmakten Frankrike, och i sin nationalistiska arabism stödde han gerillan i bland annat Algeriet under deras självständighetskrig. Detta ledde till en svår konflikt med Frankrike, och när Bourguiba i juli 1961 krävde att de skulle utrymma den franska flottbasen i tunisiska Bizerte utbröt strider med hundratals döda som följd. Frågan gick upp i FN:s säkerhetsråd, och generalsekreterare Dag Hammarskjöld begav sig den 24 juli 1961 personligen till Tunisien för förhandlingar med Bourguiba, varför Frankrike bröt samarbetet med FN i frågan; när FN:s generalförsamling samlades i en särskild session om Bizerte uteblev Frankrike. Den 26 augusti röstade generalförsamlingen till Tunisiens förmån. Frankrike började ta hem sina trupper därifrån den 28 juni 1962, och Bourguiba meddelade i juli det året att konflikten var över.
Till en början förde Bourguiba en ekonomisk politik med liberala förtecken, men stagnation präglade ekonomin. Att avkolonisera landet, att bygga upp en egen statsorganisation, offentlig sektor och förvaltning, samt att utbilda en ämbetsmannakår, ansågs vara mer primära frågor än ekonomin. När det franska koloniala inflytandet försvann, befann sig Tunisien praktiskt taget i samma utvecklingsfas som medeltiden, och till Bourguibas framgångar hör att han förde landet in i 1900-talet. Eftersom hans ekonomi visade sig vara dysfunktionell, tog han intryck av fackföreningsmannen Ahmed Ben Salahs idéer om en tunisisk planekonomi, och sökte med kollektivisering reda ut det svåra läget inom jordbruket. Efter detta misslyckade ekonomiska experiment, som upphörde i samband med att Ben Salah fängslades, införde Bourguiba 1969 igen en mer liberal marknadsekonomisk politik under premiärminister Hédi Nouira. Denna period varade i tio år, under vilka landet såg en ökning av medelstora privata företag och bildandet av privatägda sammanslutningar.
Med västerländsk terminologi kan Bourguibas ideologi vara svårdefinierad och synas motsägelsefull, men går från åtminstone 1960-talet, då Neo-Destour ombildades till Parti Socialiste Destourien, under beteckningen "tunisisk socialism" eller "bourguibism". Han bedrev, liksom Nasser, huvudsakligen en centraliserad planhushållning, sökte både sekularisering och ett samhälle på islamisk grund, där de nationella intressena alltid var överställda ideologiska måsten eller statiska modeller. Bourguibas styrelsesätt brukar betecknas som "auktoritärt" och stundom "brutalt", landet var en enpartistat fram till 1981, och genom denna maktkoncentration blev demokratin och efter hand, politikens folkliga förankring svårt eftersatta.
Bourguiba jämförs ofta med den turkiske Mustafa Kemal Atatürk för den västorienterade politik som han förde på internationell front under kalla kriget, då han knöt landet nära USA, dock utan att överge den arabisk-nationalistiska ramen som arabvärlden gemensamt höll sig till, så när som på de fåtaliga länder som anammade panarabismen. Bourguibas nationalistiska arabism skilde sig på flera punkter från hur arabismen förstods av framför allt Egypten, vilken även inbegrep att han motsatte sig Egyptens periodvis ledande ställning i Arabvärlden. I mars 1965 höll han det så kallade Jerikotalet, och förordade en långvarig och varaktig fred mellan palestinier och Israel på FN-resolutioners grundval. Han intog en markant särställning gentemot övriga arabiska och muslimska länder beträffande sin syn på kvinnans rättigheter. Han förbjöd polygami och legaliserade skilsmässa. Dessutom höjde han åldern för när flickor får gifta sig, till 17 år. 1980 tog han emellertid ställning i arabisk riktning, genom att tillåta PLO att verka från Tunis, sedan den organisationen fördrivits från Beirut under Libanesiska inbördeskriget. Sammantaget uppfattades Bourguiba som en länk mellan stridande makter och krafter i världen, såväl i konkreta utrikespolitiska frågor, som ideologiskt.
1974 överraskade Bourguiba och Libyens president Muamar al-Kadhafi världen genom att förklara att de båda länderna skulle uppgå i en stat, Islamiska arabrepubliken, men planerna rann ut i sanden. I september samma år förklarades Bourguiba i stället vara Tunisiens president på livstid, formellt utsedd av Tunisiens nationalförsamling. Under 1980-talet, då flerpartisystem hade införts, sökte han bekämpa den uppvaknande islamistiska oppositionen som leddes av Ennahda. Upprepade folkliga uppror och arbetarkonflikter uppstod under hans sista år vid makten; redan från 1970-talet demonstrerade allmänheten allt häftigare mot hans styre. 1977 dödades 50 personer som gjorde politiskt uppror, men sådana extrema våldsyttringar hörde till undantagen, fastän han hade en diktators vittgående maktbefogenheter, genom konstitutionen som Neo-Destour författat och antagit 1959. Dödsstraffet praktiserades emellertid på till exempel islamistiska grupper, och på en grupp om 15 rebeller vilkas strider i januari 1980 med hjälp av Libyen, enligt Bourguiba, dödat 40 personer.
Det sista större utrikespolitiska beslutet som Bourguiba tog, var den 26 mars 1987, då han bröt de diplomatiska förbindelserna med Iran för att de skulle ha bedrivit "undergrävande verksamhet" vid deras ambassad i Tunis.

## Några mer genomgripande politiska förändringar
- Kvinnlig frigörelse
- Gratis och allmän skolgång
- Familjeplanering
- Gratis och modern sjukvård
- Bekämpning av analfabetism
- Kollektivisering och nationalisering av de franska storbruken
- Administrativ, finansiell och ekonomisk statsorganisation
- Uppbyggnad av landets infrastruktur

## Bourguiba blir avsatt
Bourguiba var president till den 6 november 1987, då hans nyutnämnda premiärminister Zine El Abidine Ben Ali avsatte honom, med förevändningen att han uppnått hög ålder och av hälsoskäl, och sannolikt demens. En månad senare avskedade Ben Ali större delen av Destourpartiets ledningsgrupp, samt benådade 800 islamister som var fänglsade. Därefter hölls Bourguiba i hemmet i Monastir i 13 år, tills han avled den 6 april 2000. Han begravdes i familjegraven i Monastir den 8 april.

## Privatliv
1925 träffade Bourguiba sin blivande hustru Mathilde Lorrain under sina juridikstudier vid Sorbonne. Hon konverterade till islam och antog namnet Moufida Bourguiba. Hon födde en son, Habib Bourguiba junior, i april 1927.
På hundraårsdagen för Bourguibas födelse, 2003, präglades 5-dinaren med hans porträtt.